# Hamburg-Reitbrook

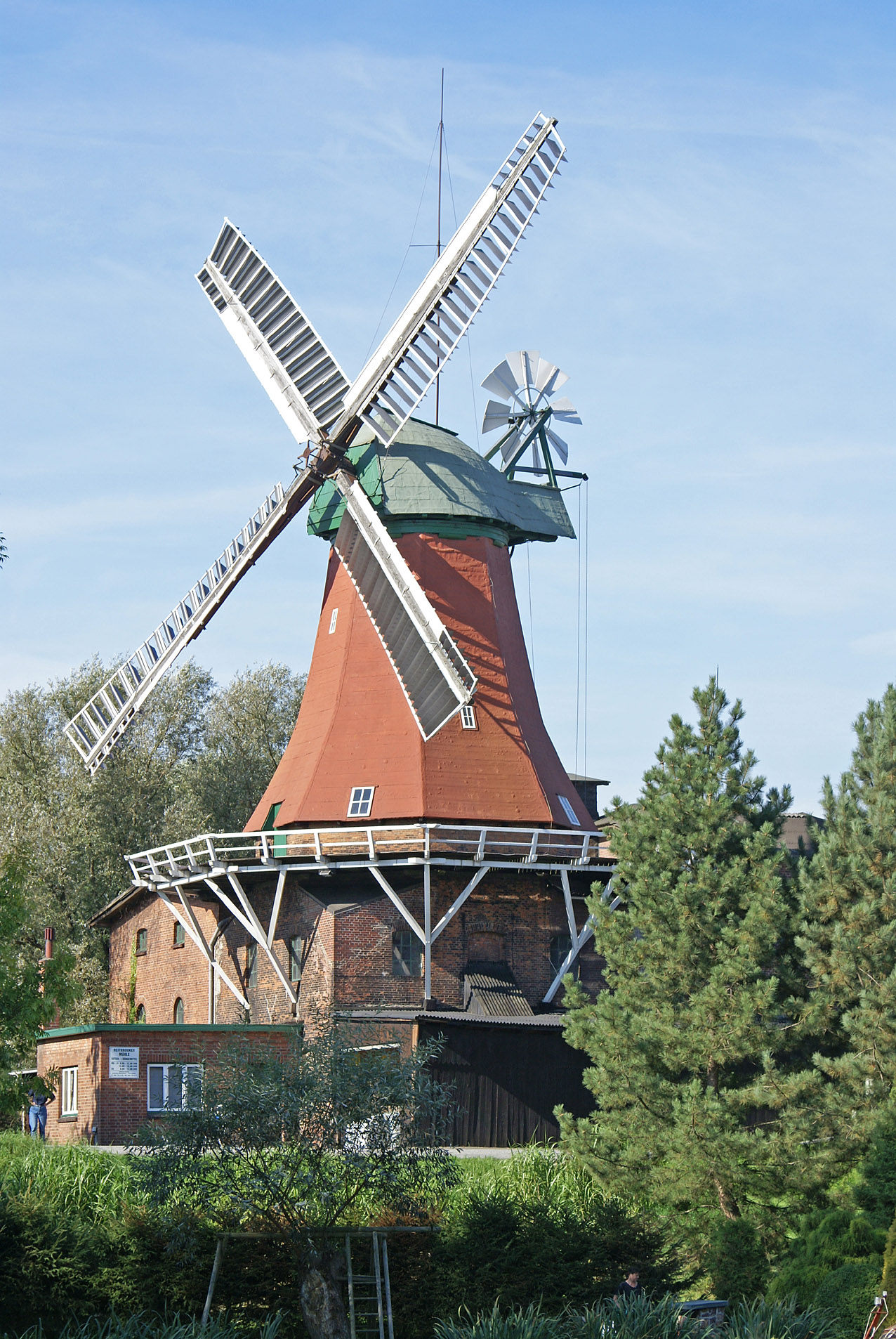
De molen: Reitbrooker Mühle

 Reitbrook  is een stadsdeel (‘’Stadtteil’’) van Hamburg in het district Hamburg-Bergedorf en behoort tot de Marschlanden.

## Geografie
Reitbrook ligt aan de zuidoostkant van Hamburg en wordt gedomineerd door melkveeboerderijen en graanteelt. Door de zandige ondergrond is het in tegenstelling tot de vochtigere omliggende stadsdelen niet geschikt voor groenteteelt.

## Geschiedenis
De eerste vermelding van Reitbrook dateert van 1162. De naam verwijst naar een deel van een moerasbos (‘’’brook’’’) waar riet (‘’’reit’’’) groeide.
Van 1202 tot 1227 behoorde het dorp nog toe aan Denemarken, maar werd dan deel van het graafschap Holstein. Midden 14e eeuw kwam het deels in bezit van het Klooster Reinbek. In 1724 werd het door hertog Karel Frederik voor 20 jaar aan Hamburg in leen gegeven. In 1768 werd het dan eigendom van Hamburg.
In 1937 werd er in Reitbrook aardolie ontdekt op een diepte van 665 tot 800 meter. Men begon meteen met de exploitatie. Tegen 1942 was er ongeveer 1 miljoen ton opgepompt, maar daarna verminderde de opbrengst snel. Men besloot later de installatie om te bouwen tot een ondergrondse gasopslagplaats, wat ook een verdere beperkte opbrengst aan aardolie toeliet.
In 2013 werd de put gesloten.
In oktober 2015 werd door E.ON een installatie in gebruik genomen waar men met windenergie door elektrolyse waterstof aanmaakt.

## Bezienswaardigheden
- Reitbrooker Mühle bij de Dove Elbe
- Natuurreservaat ‘’’Die Reit’’’ bij de samenvloeiing van de Dove Elbe en Gose Elbe

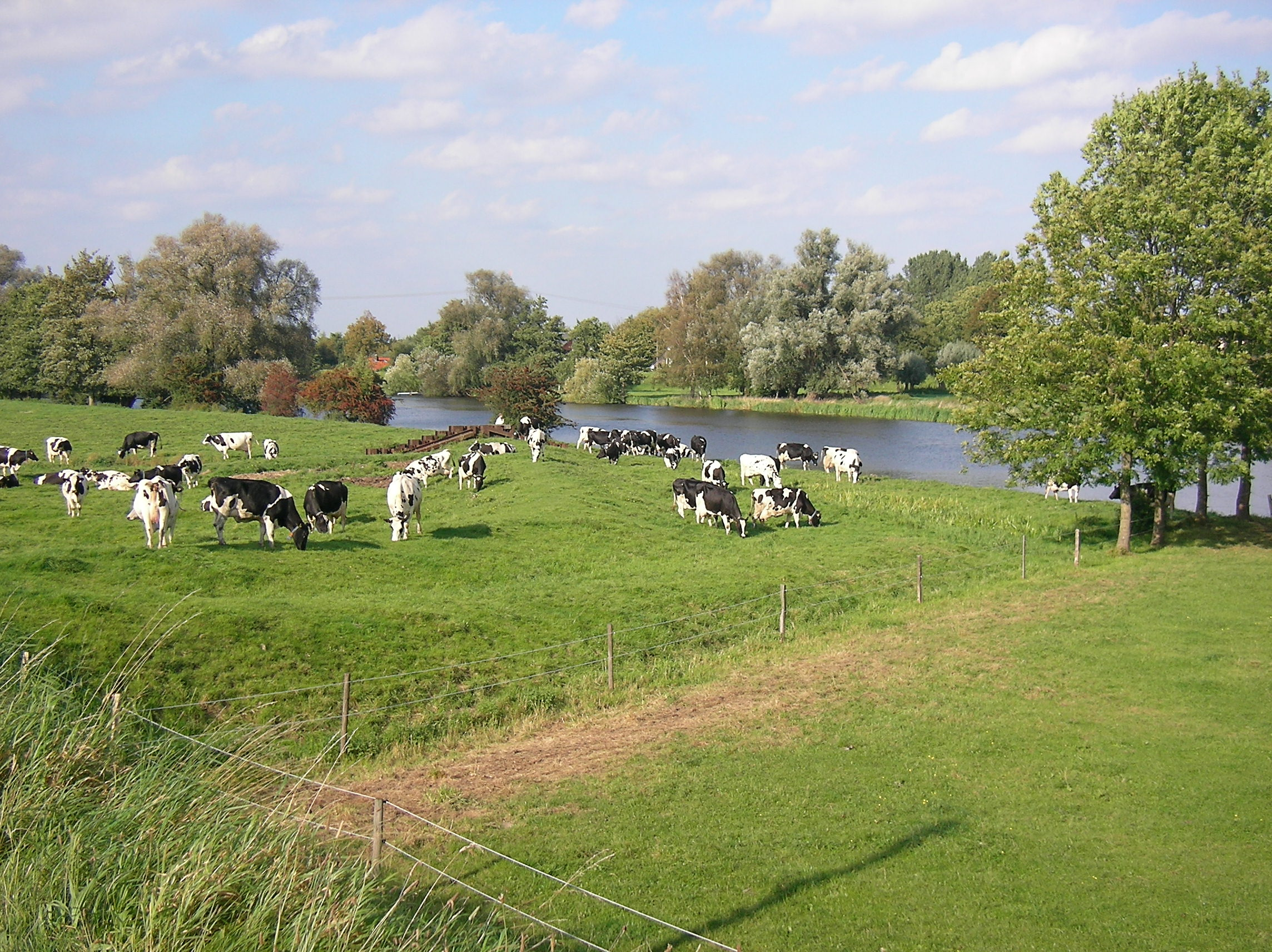
landschap bij Reitbrook

Allermöhe · Altengamme · Bergedorf · Billwerder · Curslack · Kirchwerder · Lohbrügge · Moorfleet · Neuengamme · Ochsenwerder · Reitbrook · Spadenland · Tatenberg